# Adonisea ochracea
Adonisea ochracea là một loài bướm đêm trong họ Noctuidae.